# Dobrojewo (województwo zachodniopomorskie)
Dobrojewo (niem. Elisenbruch) – kolonia w Polsce położona w województwie zachodniopomorskim, w powiecie choszczeńskim, w gminie Drawno.
W latach 1975–1998 miejscowość administracyjnie należała do województwa gorzowskiego. W roku 2007 kolonia liczyła 5 mieszkańców. Kolonia wchodzi w skład sołectwa Drawno.

## Geografia
Kolonia leży ok. 1 km na północ od Drawna.